# Граскоп
Граскоп (на африкаанс: Graskop) е малък град в провинция Мпумаланга в РЮА. Създаден е през 1880 г., когато се открива златна мина. Население 3997 жители (по данни от преброяването от 2011 г.).